# Hansjörg Utz
Hansjörg Utz (* 19. April 1950 in Zürich) ist ein Schweizer Journalist, Jurist und Mediencoach.

## Leben
Hansjörg Utz studierte Jura in Zürich und promovierte 1983 an der Universität Basel zum Dr. iur. Im gleichen Jahr begann er für die Zürcher Tageszeitung Tages-Anzeiger zu arbeiten. Er spezialisierte sich auf investigativen Journalismus und wurde 1988 Chefreporter. Die preisgekrönte Recherche über die sogenannte Libanon Connection führte 1988 zu einer Staatskrise und indirekt zum Rücktritt der ersten Schweizer Bundesrätin Elisabeth Kopp. Im Zuge dieser Affäre verschärfte das Schweizer Parlament die Geldwäscherei-Straftatbestände massiv. 1989 wechselte Hansjörg Utz zum Schweizer Fernsehen. Ab 1996 leitete er die Konsumentensendung «Kassensturz», die er bis 2005 auch moderierte. Von 1998 bis 2002 war er Präsident der Stiftung «Zürcher Journalistenpreis». 2005 übernahm er die Redaktionsleitung des Nachrichtenmagazins «10vor10», die er bis 2012 innehatte. Utz arbeitet heute als Mediencoach, Berater und als Dozent an Schweizer Hochschulen.

## Auszeichnungen
- 1988: Medienpreis des Schweizerischen Anwaltsverband
- 1989: Zürcher Journalistenpreis (zusammen mit Beat Allenbach und Rolf  Wespe)[6]

## Schriften
- Übungen im Strafrecht. Mit Peter Noll und Martin Imperatori. Schulthess, Zürich 1979, ISBN 3-7255-1961-7.
- Frau im Beruf – Chancen und Rechte. Mit Susanne Knecht. Beobachter-Ratgeber, Zürich 1983, ISBN 3-280-01477-8.
- Die Kommunikation zwischen inhaftiertem Beschuldigten und Verteidiger. Helbling & Lichtenhahn, Basel 1984, ISBN 3-7190-0877-0.